# Mihael Zagajšek
Mihael Zagajšek (psevdonim Jurij Zelenko tudi Georg Sellenko), slovenski rimskokatoliški duhovnik, slovničar, slovaropisec, prevajalec in nabožni pisatelj, * 12. september 1739, Zagaj pri Ponikvi, † 9. maj 1827, Šentvid pri Grobelnem.

## Življenjepis
Zagajšek je najprej v Gradcu študiral filozofijo in nato teologijo v Gorici kjer je bil 1765 posvečen. Skoraj 50 let, je od leta 1773 do 1820, kot duhovnik služboval v Kalobju. Njegovo slovstveno prizadevanje (slovnica, slovaropisje, nabožni teksti in prevodi) kažejo na vsestransko Zagajškovo prerodno zavzetost. Domnevno je bilo med knjigami in spisi, ki jih je zapustil A.M. Slomšku tudi t. i. Kalobski rokopis - zbirka slovenskih cerkvenih pesmi iz 17. stoletja.
Zagajšek je pripravil obsežen nemško-slovenski slovar, ki pa ni nikoli izšel. Velika pomanjklivost Zagajškovega gradiva je nenavajanje virov ter narečno in tudi umetno narejeno besedje.

## Objavljeno delo
Edino Zagajškovo natisnjeno delo je leta 1791 objavljena Slovennska Grammatika oder Georg Sellenko's Wendische Sprachlehre, prirejena  zlasti po slovnicah M. Pohlina in O. Gutsmana ter z nekaterimi štajerskimi jezikovnimi prvinami. V zgodovini slovenskega slovničarstva je bila ta četrta natisnjena slovnica in je v njej poleg nemškega jezika, katerega so v predhodnih slovnicah izključno uporabljali, sedaj prvič  v zgodovini slovenskega slovničarstva poleg nemščine uporabljen tudi slovenski jezik, kar je imelo velik prerodni pomen.